# Malvasia di Castelnuovo Don Bosco spumante
Il Malvasia di Castelnuovo Don Bosco spumante è un vino DOC la cui produzione è consentita nella provincia di Asti.

## Caratteristiche organolettiche
- colore: rosso cerasuolo
- odore: aroma fragrante dell'uva in origine
- sapore: dolce, leggermente aromatico, caratteristico

## Produzione
Provincia, stagione, volume in ettolitri
- nessun dato disponibile